# Ludvig De Vylder
Ludvig De Vylder (eller Ludvig de Vylder), född 21 maj 1871 i Frankfurt am Main i Tyskland, död 1944, var en svensk folkhögskolerektor.
Ludvig De Vylder var son till fotografen Louis de Vylder och Julia Nissle. Han blev tidigt moderlös, kom som 14-åring till sin faster Maria Ribbing (1842-1910) i Sverige och tog studentexamen i Lund 1889, studerade språk och historia vid Lunds universitet med en fil.kand.-examen 1892. Han avlade också prästexamen 1906.
Efter studierna i Lund blev han lärare vid Lunnevads folkhögskola. År 1896 kom han till den nygrundade folkhögskolan i Boden. Han gifte sig 1898 med Elisabeth de Vylder (1875–1964). Paret grundade därefter tillsammans med Georg Kronlund Tornedalens Lantmanna- och Folkhögskola i Övertorneå 1899 och Ludvig De Vylder var rektor där till 1911. Därefter var han rektor för Hallands läns folkhögskola och lantmannaskola till 1935 och flyttade sedan till Lund.
Paret de Vylder hade åtta barn, bland andra Marie-Louise de Vylder Lehmann (1899–1986), Birgitta de Vylder-Bellander (1901–1973) Maj Kullenberg (1914–1996) och Klas de Vylder (1914–2015).